# De Zeester
De Zeester was een Nederlandse vereniging voor kunstenaressen in de jaren 1950.
De Zeester werd in het voorjaar van 1950 opgericht in Amsterdam door een aantal schilderessen en beeldhouwsters, onder wie Bets Bayens, Jeanne Bieruma Oosting, Charlotte van Pallandt en Meik Rueter, onder voorzitterschap van Maaike Braat. Reden van de oprichting was een naoorlogs gebrek aan (individuele) expositiemogelijkheden. In hetzelfde jaar nog werden drie tentoonstellingen gehouden, in Hengelo en Groningen en ten slotte een kleine maand in het Stedelijk Museum Amsterdam, waar De Zeester, Vrij Beelden, De Keerkring en het Nederlands Kunstenaarsgenootschap elk een zaal kregen toegewezen. Een aantal malen werden collega's uit het buitenland uitgenodigd voor gezamenlijke exposities. De Zeester exposeerde met Poolse (1952) en Zwitserse (1953) schilderessen bij Museum Fodor en met Amerikaanse schilderessen (1956), leden van de National Association of Women Artists U.S.A., in het Stedelijk. 
De kunstcritici waren gematigd positief over de exposities van De Zeester en richtten zich onder meer op het feit dat het vrouw-zijn het enige was dat de kunstenaressen bond. Otto B. de Kat meende in 1953 dat de leden elkaar in onderling kritiek niet moesten sparen. Het oordeel van kunstcriticus J.M. Prange in Het Parool over de laatste tentoonstelling in het Stedelijk in 1956 luidde: "(...) lieve help, wat is die tentoonstelling van de 'Zeester', de vereniging van schilderessen, akelig-lelijk. Wat mankeert dat dier? (overigens, naar men weet, een der ergste kleine roofdieren van de zeebodem) – Ik heb het nog nooit zo futloos en grauw van ellende gezien."

## Leden
- Anni Apol
- Bets Bayens
- Jeanne Bieruma Oosting
- Anne Marie Blaupot ten Cate
- Claire Bonebakker
- Maaike Braat
- Agnes van den Brandeler
- Mop van Bruggen
- Karin Eyck
- Margarethe Feuerstein
- Ruth Fischer
- Catharina Goeting

- Sárika Góth
- Jeanne van Hall
- Fri Heil
- Dini Hendriks
- Dorry Kahn
- Ernestine Lechner-Oosterman
- Ro Mogendorff
- Charlotte van Pallandt
- Meik Rueter
- Liesbeth Wezelaar-Dobbelmann
- Anje Zijlstra

## Tentoonstellingen
- 1950 Hengelose Kunstzaal; De Mangelgang, Groningen; Stedelijk Museum Amsterdam
- 1951 Rotterdamse Kunstkring; Rijksmuseum Twenthe; Museum Fodor
- 1952 Bonnefantenmuseum, Museum Fodor[6]
- 1953 Museum Fodor
- 1954 Museum Fodor
- 1955 Kunsthandel Leffelaar, Haarlem
- 1956 Stedelijk Museum Amsterdam